# Rakodczay Pál
Rakodczay Pál, Rakodczay Pál Ignác (Pest, 1856. január 15. – Szentendre, 1921. június 4.) színész, színigazgató, szakíró, színháztörténész, polgári iskolai tanár.

## Élete
Rakodczay Andor és Liptay Aloyzia (Lujza) jómódú polgári szülők gyermekeként született. Négy gimnáziumi osztály végzett, majd könyvkereskedő-segéd lett. 
1876-ban sikertelenül jelentkezett a Színművészeti Akadémiára, azonban hangja és alakja miatt nem vették fel. Ekkor a német színtársulatoknál próbálkozott, de ott sem foglalkoztatták. Elemi, majd polgári iskolai vizsgát tett és mint néptanító nyert alkalmazást 1877-ben. Tanítói működése során adatokat gyűjtött megírandó színháztörténeti műveihez. Színikritikákat, tanulmányokat is írt magyar és német nyelven.
1886-ban a Petőfi Társaságban Kántornéról tartott előadást. 1887-től öt éven át különböző társulatoknál vendégként Az ember tragédiája Luciferének szerepében lépett fel. 1889-ben Debrecenbe szerződött színésznek és rendezőnek.
1890-ben Németországban és Franciaországban volt tanulmányúton. Anyai részről kapott öröksége tette számára lehetővé, hogy 1891 és 1900 között megszakításokkal saját társulata élén látogassa a vidéki városokat. 1891-ben Igló, Lőcse; 1892-ben Eperjes, Losonc, Győr, Szombathely, Arad, Nyíregyháza, Makó; 1893-ban Zombor, Baja, Nagykanizsa, Békéscsaba; 1894-ben Kassa, Eperjes; 1895-ben Kecskemét; 1896–1897-ben Békéscsaba, Kecskemét; 1899-ben Nagyenyed, Torda, Mezőtúr, Nyírbátor, Mátészalka voltak. Ő volt a Shakespeare-kultúra apostola a magyar vidéki színpadokon.
1900 februárjában Szatmáron feloszlatta társulatát, 1900 júliusában tanító lett Kapuváron, 1901 szeptemberétől tanárként vállalt állást Hajdúszoboszlón. Ekkor írta színészettudományi munkáinak javát.
Nyugdíjas éveit anyagi gondokkal küzdve Szentendrén töltötte. 
Első felesége Mihálka Giza, második felesége Metzler Gizella volt, akivel 1908. július 21-én kötött házasságot Budapesten.

## Főbb szerepei
- Lucifer (Madách Imre: Az ember tragédiája)
- Gritti (Szigligeti Ede)
- III. Richárd, Lear király, Falstaff (Shakespeare)
- Harpagon (Molière: A fösvény)
- Biberach (Katona József: Bánk bán).

## Fontosabb művei
- Színpadi tanulmányok (Budapest, 1881)
- A színészet rendszere (Budapest, 1884)
- Jászai Mari mint Elektra (Tanulmány, Budapest, 1891)
- Prielle Cornelia élete és művészete 50 éves szini pályája emlékeül (7 képpel, Budapest, 1891)
- A színészet a művészetek rendszerében (Aesthetikai párbeszéd, Kecskemét, 1896)
- Julianus Apostata. Történeti tragoedia öt felv. (Kecskemét, 1897.)
- Szigligeti Ede élete és költészete (Pozsony, 1901)
- Katona József élete és költészete (Pozsony, 1901)
- Madách Imre élete és költészete (Pozsony, 1901)
- Dramaturgia (Pozsony, 1902)
- Magyar nyelvtan. A mondat tárgya az igeragozás alapján. Idegen ajkú tanulók használatára. Tanítóképző intézetek számára. (Pozsony, 1904)
- Ugyanaz. A közép- és polgári iskolák I. és II. osztálya számára. (Pozsony, 1904)
- Útmutató a magyar nyelvnek idegen ajkú tanulók számára ragozó módszer szerint való tanításához. Függelék: Tárgyas-e vagy határozott? (Nyelvtörténeti tanulmány). Pozsony, 1904.
- Egressy Gábor és kora (Budapest, 1911)